# Gene Louis
Gene Louis är frontfiguren i det amerikanska hårdrockbandet Bullets and Octane, varför han också kallas för "Gene Bullet". Gene är sångaren i bandet och trycker det mycket framåt.

## Bakgrund
Gene föddes i St. Louis, Missouri och lärde sig av sin pappa att spela trummor. Gene flyttade senare till Kalifornien med barndomsvännen och basisten Brent Clawson. Tillsammans startade de ett band 1999. Gene var bandets trummis tills sångaren slutade, då han tog över dennes position.

## Projekt
I december 2007 tillkännagav han att han ska skriva en låt varje vecka i 2008 och själv spela varje musikinstrument. Detta betydde inte slutet för Bullets and Octane utan han jobbar även flitigt med deras kommande album.